# Saturday's Children (1929)
Saturday's Children is een Amerikaanse filmkomedie uit 1929 onder regie van Gregory La Cava.

## Verhaal
Bobby Halevy en Rims O'Neil trouwen en gaan wonen in een huisje op het platteland. Ze krijgen al spoedig geldproblemen en Bobby besluit haar man te verlaten, omdat ze gelooft dat hij beter af is zonder haar. Ze keert terug naar haar oude baan en ze neemt haar intrek in een pensionnetje. Rims geeft zich echter niet zo gauw gewonnen.

## Rolverdeling
| Acteur             | Personage       |
| ------------------ | --------------- |
| Corinne Griffith   | Bobby Halevy    |
| Grant Withers      | Rims Rosson     |
| Albert Conti       | Mengle          |
| Alma Tell          | Florrie         |
| Lucien Littlefield | Willie          |
| Charles Lane       | Henry Halevy    |
| Anne Schaefer      | Mevrouw Halevy  |
| Marcia Harris      | Mevrouw Gorlick |